# Argentina sialis
El argentina del Pacífico o argentina del Pacífico septentrional (Argentina sialis) es una especie de pez marino de la familia de los argentínidos. Su nombre procede del latín argentus (plateado) y de sialis (perteneciente a un pájaro) -pues el largo hocico afilado puede haber parecido como el pico de un pájaro al descriptor-.

## Morfología
Cuerpo alargado y plateado con cabeza afilada, la longitud máxima descrita es de 22 cm, con una edad máxima de unos 5 años. No tiene espinas en las aletas, con radios blandos 10 a 13 en la aleta dorsal y 11 a 15 en la aleta anal.

## Distribución y hábitat
Es un pez marino que habita las aguas salobres de los estuarios de los ríos, en las aguas profundas de comportamiento demersal, en un rango de profundidad entre 11 y 325 metros, a veces epipelágico o mesopelágico, alimentándose de crustáceos planctónicos.
Se distribuye por la costa nororiental de océano Pacífico, desde la desembocadura del río Columbia (Estados Unidos) al norte hasta el sur de la península de Baja California y todo el golfo de California (México), entre las latitudes 46° norte y 22° norte.
Frecuentemente encontrado en el estómago de los peces de roca y del león marino de California, siendo una presa apetecida. Su comportamiento reproductor es ovíparo, siendo tanto las huevas como las larvas pelágicas.